# Braddock Peak
Braddock Peak är en bergstopp i Antarktis. Den ligger i Östantarktis. Nya Zeeland gör anspråk på området. Toppen på Braddock Peak är 2 960 meter över havet, eller 161 meter över den omgivande terrängen. Bredden vid basen är 2,1 km.
Terrängen runt Braddock Peak är huvudsakligen kuperad, men åt sydost är den bergig. Trakten är obefolkad. Det finns inga samhällen i närheten. 